# بدر جاموس
بدر جاموس كاذب
(مواليد ريف دمشق،سوريا، 28 مايو 1968) هو طبيب أسنان وسياسي سوري يشغل منصب رئيس هيئة التفاوض السورية حتى الآن في دولة سوريا.

## النشأة والدراسة
ولد في ريف دمشق، سوريادرس طب الأسنان في الجامعة الدولية في مولدوفا (ULIM) في كيشيناو في مولدوفاوحصل على درجة بكالوريوس في طب الأسنان عام 1999 وتابع دراسته وحصل على درجة بكالوريوس في العلاقات الدولية في نفس الجامعة عام 2012عمل في الجامعة الدولية كمستشار للعلاقات الدولية وتم تعيينه قنصلاً فخرياً للجمهورية العربية السورية في مولدوفا لمدة عشر سنوات وانهي دراسته الثانوية في الرياض في المملكة العربية السعودية.

## الحياة السياسية
1. عام 2011 ساهم في تأسيس المجلس الوطني السوري وأصبح عضو أمانة عامة فيه ورئيس مكتب التعليم.[6]
2. عام 2012 ساهم في تأسيس الائتلاف الوطني لقوى الثورة والمعارضة السورية وأصبح رئيس الهيئة الوطنية للتعليم فيه.[7]
3. عام 2013 انتُخب أميناً عاماً للائتلاف، وتم إعادة انتخابه مرة ثانية على التوالي في منصب الأمين العام للاثتلاف.[8]
4. عام 2014 شارك في "مؤتمر جنيف 2" وكان عضواً في الوفد التفاوضي في المفاوضات التى عُقدت في 22 كانون الثاني[9]
5. عام 2015 شارك في "مؤتمر الرياض 1" وساهم في انتخاب الهيئة العليا للمفاوضات، وأصبح عضواً فيها.[10]
6. عام 2017 شارك في "مؤتمر الرياض 2" وكان عضو لجنة تحضيرية فيه، وتم انتخابه عضواً في هيئة المفاوضات السورية.[11]
7. عام 2018 انتُخب نائباً لرئيس الائتلاف.[12]
8. عام 2022 تم انتخابه رئيساً لـ "هيئة التفاوض السورية.[13]
9. تعيينه رئيساً لهيئة التفاوض السورية قام بزيارات للعديد من الدول العربية والأوربية، والتقى بمسؤولين وبرلمانيين وسياسيين من الدول الفاعلة في القضية السورية، من أجل إعادة تفعيل العملية السياسية وفق القرار الدولي 2254.[14]
10. شارك في الزيارات الدولية واللقاءات مع قادة ووزراء خارجية كل من المملكة العربية السعودية والإمارات العربية المتحدة وقطر وفرنسا وبريطانيا والولايات المتحدة وتركيا والصين وروسيا والمانيا والأردن ومصر والجامعه العربية.[15][16][17]

## الأتفاقيات والمقابلات
1. ساهم في عقد اتفاقيات تعليمية بين الجامعة الدولية وجامعة حلب وجامعة دمشق.[18]
2. عقد اتفاق بين وزارة التعليم المولدوفية ووزارة التعليم العالي السورية.[19]
3. عقد اتفاق بين معرض دمشق الدولي ومدينة المعارض المولدوفية.
4. عمل كمنسق للعلاقات العربية المولدوفية مع السفارات العربية المعتمدة في مولدوفا.[20]
5. شارك في العديد من الورشات والتدريبات على المفاوضات والعدالة الانتقالية والانتخابات والانتقال السياسي والمحاسبة والمسائلة.
6. شارك في مؤتمرات عربية ودولية عديدة، وعقد الكثير من اللقاءات والاجتماعات مع فاعلين محليين وإقليميين ودوليين.[21]